# Transeuropa Edizioni
Transeuropa Edizioni è una casa editrice italiana, nata ad Ancona nel 1987 e rifondata nel 2003 da Giulio Milani. Nel 2005 la sede si è spostata a Massa, in Toscana. Dal 1988 al 2014 si è qualificata come un medio editore secondo i criteri ISTAT, pubblicando oltre 10 libri in tutti gli anni eccetto 6.

## Storia

### Le origini:Il lavoro editoriale(1987-2000)
Le radici di Transeuropa risalgono all'esperienza de Il lavoro editoriale, casa editrice fondata nel 1979 per iniziativa di Massimo Canalini, Ennio Montanari e Giorgio Mangani; sin dall'inizio aveva unito all'attenzione per opere di interesse regionale una particolare considerazione per i nuovi autori italiani: Transeuropa nasce nel 1986 come collana della casa editrice e successivamente si sviluppa come sigla da affiancare a Il lavoro editoriale che si occupi di giovane narrativa italiana. A queste opere affianca saggi di biologia, epistemologia, storia sociale, cinema e critica letteraria: per questi ultimi inaugura la collana "Interventi di cultura letteraria" diretta da Alberto Cadioli.
Diventata indipendente nel 1987, si specializza nella narrativa e nella saggistica, in particolar modo interessandosi a quelle giovane e innovative e assumendo così un ruolo importante nel rinnovamento culturale e letterario degli anni Ottanta e Novanta. Come Il lavoro editoriale, entra a far parte del gruppo editoriale "Logica" insieme ad altre case editrici, che rimangono indipendenti ma si servono dello stesso distributore (Promozione Distribuzione Editoriale). La casa editrice si afferma come punto di riferimento della cultura giovanile che si era sviluppata negli anni Settanta, sviluppando il filone della letteratura generazionale: modello che evidenzia servendosi di una grafica ispirata alla pop art e slogan incisivi sulle copertine.
Tra gli autori ispiratori di Massimo Canalini ci sono Raymond Carver, Pier Vittorio Tondelli e René Girard.
Transeuropa annovera, tra gli autori pubblicati in questa fase iniziale, Pino Cacucci, Andrea Demarchi, Gabriele Romagnoli, Angelo Ferracuti, Andrea Canobbio, Romolo Bugaro, Davide Grittani, Giuseppe Culicchia, Silvia Ballestra e successivamente Enrico Brizzi (per i tipi di Transeuropa fu pubblicata la prima edizione del libro cult Jack Frusciante è uscito dal gruppo), Marco Mancassola, Davide Bregola, Cristiano Cavina, Giuseppe Casa. 
Sulla linea di questa scelta editoriale Transeuropa propone, fra il 1986 e il 1990, tre antologie di racconti per il progetto "Under 25" a cura di Pier Vittorio Tondelli: Giovani blues (pubblicata per la prima volta ancora sotto Il lavoro editoriale), Belli & perversi e Papergang. Successivamente alla scomparsa di Tondelli vengono pubblicate altre due antologie di scrittori under 25: Coda, a cura di Silvia Ballestra e Giulio Mozzi, e Fifth. Coda II, curata da Andrea Demarchi. Tondelli propose diverse iniziative rivolte ai giovani; tra queste nacque l'abitudine di formare dei laboratori in cui gli scrittori esordienti confrontavano i loro scritti.
Transeuropa pubblica poi le prose Infernuccio itagliano (1988) e Gli anni giovani (1995) del poeta Gianni D'Elia, già autore per Il lavoro editoriale.
Nel 1991 Transeuropa giunge a un accordo con Mondadori per pubblicare negli "Oscar Originals", collana che accoglie nuovi autori, La guerra degli Antò di Silvia Ballestra; anche Compleanno dell'iguana viene pubblicato contemporaneamente da Transeuropa e Mondadori. Analogamente viene fatto per Shining Valentina di Angela Scarparo. Al 1994 la casa editrice ha pubblicato settantaquattro titoli.
Nel 1999 riunisce il catalogo insieme a Theoria, Castelvecchi e Costa & Nolan sotto la Editori Associati di Milano, operazione che tuttavia si rivelerà fallimentare e, dall'anno successivo, metterà la casa editrice in difficoltà.

### La nuova gestione (2003-presente)
Nel 2003 la casa editrice viene rilevata da Giulio Milani, che acquisisce le quote di Massimo Canalini e diventa amministratore del gruppo sotto la neonata società di edizioni Pier Vittorio e Associati srl.
Sotto la guida sua e di Marco Rovelli Transeuropa accresce di anno in anno il proprio catalogo, passando dalle tre pubblicazioni del 2004 ai venti titoli pubblicati nel 2008.
Dall'omaggio al lavoro di Tondelli nasce nel 2004 "Tondelliana", collana in cui l'autore reggiano viene messo a confronto dal curatore Milani col pensiero di René Girard.
La casa editrice si è dedicata anche alla saggistica grazie alla collaborazione con pensatori di notorietà internazionale quali Gianni Vattimo, Slavoj Žižek e René Girard (al quale verrà dedicata, nell'anno successivo, la collana "Girardiana"). Fra i principali autori in catalogo si possono citare Richard Rorty, Hans Georg Gadamer, Mario Rigoni Stern, Edward Saïd.
Nel 2005 Giulio Milani diventa direttore responsabile e trasferisce la sede di Transeuropa a Massa.
Nel 2006 l'obiettivo di Transeuropa di caratterizzarsi come unione tra ricerca universitaria e società civile si concretizza nell'organizzazione del convegno internazionale "Identità e desiderio", tenutosi a Falconara Marittima, e nella ideazione della collana "La realtà umana", dedicata alle riflessioni sulla contemporaneità da parte di studiosi del pensiero girardiano.
Marco Rovelli e Marco Revelli hanno curato, per breve tempo, la collana "Margini a fuoco".
Dal 2008 riprende vita l'attività di scouting sul versante della narrativa italiana, con la scoperta di nuovi autori come Fabio Genovesi, Giuseppe Catozzella, Andrea Tarabbia, Demetrio Paolin, Marco Mantello, Romano Luperini.
Dal 2009 inizia un'attività di ricerca anche nell'ambito della poesia, con la pubblicazione di autori italiani come Franco Arminio, Mario Benedetti, Maria Grazia Calandrone, Anna Maria Carpi, Domenico Cipriano, Giovanna Frene, Laura Pugno Daniel Skatar. A questi si affiancano autori stranieri come William Faulkner, Mario Scalesi ed Herta Müller.
Dal 2011 prende avvio la pubblicazione di testi teatrali di autori come Fabio Geda, Marcello Fois, Carlo Lucarelli, Tiziano Scarpa, Valerio Evangelisti, Aldo Nove, Vincenzo Cerami, Raul Montanari, Errico Buonanno e Chiara Gamberale. 
Nello stesso anno viene varata la prima collana di narrativa straniera con autori come Sarah Bynum, Bernard Quiriny, Jakuta Alikavazovic, Jacek Ducaj.

## Premi e riconoscimenti
Nel 2004 la casa editrice riceve il Premio Speciale Città di Fiesole per la ricerca letteraria.